# 楠田幹人 (国土交通官僚)
楠田 幹人（くすだ みきと、1969年〈昭和44年〉10月14日 - ）は、日本の建設・国土交通官僚。
茨城県副知事、首都圏新都市鉄道株式会社取締役などを歴任。

## 来歴
広島県広島市出身。1992年（平成4年）、東京大学経済学部を卒業。同年4月、建設省に入省。入省後、道路局総務課企画官、土地・建設産業局総務課企画官、国土交通省大臣官房人事課企画官、茨城県副知事、首都圏新都市鉄道株式会社取締役、道路局路政課長、都市局都市計画課長、国土交通省大臣官房参事官（人事担当）、同人事課長などを歴任。
2022年（令和4年）7月1日、国土交通省大臣官房審議官（住宅局担当）に就任。
2023年（令和5年）7月4日、国土交通省大臣官房審議官（不動産・建設経済局担当）に就任。
2024年（令和6年）7月1日、国土交通省住宅局長に就任。
2025年（令和7年）7月1日、不動産・建設経済局長に就任。

#### リスト
1. ↑  [1][5][6][7]

| 官職        | 官職                                                               | 官職            |
| ----------- | ------------------------------------------------------------------ | --------------- |
| 先代 平田研 | 国土交通省不動産・建設経済局長 2025年 -                            | 次代 現職       |
| 先代 石坂聡 | 国土交通省住宅局長 2024年 - 2025年                                 | 次代 宿本尚吾   |
| 先代 笹川敬 | 国土交通省大臣官房審議官（不動産・建設経済局担当） 2023年 - 2024年 | 次代 堤洋介     |
| 先代 石坂聡 | 国土交通省大臣官房審議官（住宅局担当） 2022年 - 2023年             | 次代 宿本尚吾   |
| 公職        |                                                                    |                 |
| 先代 榊真一 | 茨城県副知事 山口やちゑと共同 2014年 - 2017年                      | 次代 菊地健太郎 |